# Bernardo de Sandoval y Rojas
Bernardo de Sandoval y Rojas (Aranda de Duero, 20 d'abril de 1546 - Toledo, 7 de desembre de 1618) va ser un eclesiàstic, erudit i mecenes espanyol. Fou el segon de nou germans, fill de Hernando de Rojas i Sandoval i de María Chacón de Guevara; el seu pare estigué, pels càrrecs que tingué a la Cort, entre altres llocs, a Aranda de Duero, on nasqué Bernardo el 1546.
Parent proper del privat del rei Felip III, Francisco Gómez de Sandoval, més conegut com a duc de Lerma, Bernardo fou marqués de Dénia i bisbe de Ciudad Rodrigo (1586-1588), de Pamplona (1588-1596) i de Jaén (1596-1599), Cardenal i Arquebisbe de Toledo (1599-1618), primat d'Espanya, conseller d'Estat i, de 1608 a 1618, Inquisidor general. El 1612 publica l'Index Librorum Prohibitorum
Es va distingir també per la protecció que dispensà a tot tipus d'escriptors, entre ells Fray Luis de León, Miguel de Cervantes, Lope de Vega, Francisco de Quevedo i Luis de Góngora. Durant el seu arquebisbat (1599-1618) es van fer valer els drets arquebisbals sobre el districte de Cazorla i es retornà a la mateixa el poble de Brigueja. Per altra banda, aconseguí el 1606 les restes del màrtir Sant Félix, conservades fins aleshores al Monestir de San Zoilo de Carrión de los Condes (província de Palència), i que des d'aleshores es veneren a la Magistral. Fundà a Alcalà d'Henares el Monestir Cistercenc de San Bernardo (1613).